# Sur la même longueur d'ondes (magazine)
Pour les articles homonymes, voir Longueur d'ondes.
 (mai 2023).
Si vous disposez d'ouvrages ou d'articles de référence ou si vous connaissez des sites web de qualité traitant du thème abordé ici, merci de compléter l'article en donnant les références utiles à sa vérifiabilité et en les liant à la section « Notes et références ».
Sur la même Longueur d'Ondes (usuellement appelé Longueur d'Ondes, voire L.O.) est un magazine français gratuit tiré à 100 000 exemplaires et distribué dans plusieurs lieux culturels en France (salles de concerts, disquaires, festivals, médiathèques…). Il paraît chaque trimestre et est consacré aux musiques actuelles de l'espace francophone.

## Historique
Longueur d'Ondes est paru pour la première fois en 1982 sur l'initiative de son rédacteur en chef Serge Beyer. Initialement, le nom provient d'un titre de la chanteuse québécoise Diane Dufresne sorti en 1975.
La formule actuelle date de 1999 : gratuite, disponible en France, au Québec ou encore en Belgique, elle est publiée à 100 000 exemplaires, soit environ 85 000 exemplaires en France et Belgique, 15 000 au Québec. Quatre numéros sont publiés chaque année, parutions en janvier, avril, juillet et octobre.
Le numéro 50 (été 2009) marque les 10 ans de la « nouvelle formule » (gratuite). Le numéro 63 (printemps 2012) célèbre les 30 ans de la création du magazine. L'occasion d'un changement de maquette et d'une mise en avant pendant le Printemps de Bourges.

## Ligne éditoriale
Depuis plus de quinze ans, la revue s'est spécialisée dans les scènes émergentes, les artistes autoproduits francophones. À ce titre, Longueur d'ondes a notamment été le premier magazine français à mettre en couverture des artistes comme Nosfell, Nadj, EZ3kiel, Gomm, Watcha Clan, Kwal, MeLL, Bikini Machine, Jeanne Added, Jain, etc.
Le découpage éditorial est divisé entre les articles sur de jeunes talents et des découvertes, les interviews d'artistes confirmés, les rencontres entre deux entités, des dossiers de fond, des enquêtes et des reportages (festivals, tournées, studio…), des news, des centaines de chroniques d'albums - et plus récemment de livres -, ainsi qu'un billet d'humeur final controversé mais immuable : « Ça Gave ».
Réintégrant le moyen traditionnel de distribution des fanzines pour coller au mieux à sa cible (18-40 ans), Longueur d'ondes est diffusé dans les salles de concerts, les médiathèques, les disquaires et les festivals. 